# Astragalus megacarpus
Astragalus megacarpus là một loài thực vật có hoa trong họ Đậu. Loài này được (Torr. & A.Gray) A.Gray miêu tả khoa học đầu tiên.